# The Ossan Newbie Adventurer
«Новоявлений шукач пригод натренований до смерті найсильнішою групою, стає непереможним» (яп. 新米オッサン冒険者、最強パーティに死ぬほど鍛えられて無敵になる。, Shinmai Ossan Bōkensha, Saikyō Pāti ni Shinu Hodo Kitaerarete Muteki ni Naru) — серія ранобе, написаних Кіраку Кісімою та проілюстрованих Теа. Серіалізація розпочалася онлайн на веб-сайті Shōsetsuka ni Narō, а в червні 2018 року була перенесена на сайт Kakuyomu. Пізніше її придбало видавництво Hobby Japan, яке з грудня 2018 року опублікувало тринадцять томів під своїм видавництвом HJ Novels. Манґа-адаптація з ілюстраціями Кена Оґіно виходила онлайн на сайті Comic Fire видавництва Hobby Japan з листопада 2019 року і була зібрана у дев'яти томах танкобон. Аніме-серіал, створений компанією Yumeta, транслювався з липня по вересень 2024 року.

## Персонажі

### Кулак Оріхалку
Рік Гладіатор (яп. リック・グラディアートル, Rikku Guradiātoru)
Сейю: Такуя Сато (оригінал), Аарон Кемпбелл (англійський дубляж)
Рік – колишній клерк гільдії авантюристів, який у 32 роки вирішує стати авантюристом і скласти іспити гільдії. Його недооцінюють через вік, але ніхто не знає, що він навчався у найкращої групи авантюристів у світі, що зробило його сильнішим за середнього авантюриста рангу F.
Ріанетта Ельфельт (яп. リーネット・エルフェルト, Rīnetto Eruferuto)
Сейю: Саарі Оніші (оригінал), Дені Чемберс (англійський дубляж)
Ріанетта – темна ельфійка, помічниця та супутниця Ріка. Попри її стриманість і спокійну поведінку, вона відома як «Мечниця-Гільйотина» – могутній член Кулака Оріхалку, найсильнішої групи авантюристів рангу S у світі. Вона відкрито демонструє свої почуття до Ріка.
Бронстон Ешорк (яп. ブロンストン・アッシュオーク, Buronsuton Asshuōku)
Сейю: Кента Міяке (оригінал), Брайан Матіс (англійський дубляж)
Бронстон – орк-воїн-монах і лідер Кулака Оріхалку, відомий як «Мудрий Звір» завдяки своїй чудовій фізичній силі та розуму. Один із наставників Ріка.
Мізетт Ельдварф (яп. ミゼット・エルドワーフ, Mizetto Erudowāfu)
Сейю: Тошіюкі Тойонага (оригінал), Марк Аллен-молодший. (англійський дубляж)
Молодо виглядаючий напівельф-напівгном (хоча йому понад 50 років), Мізетт – член Кулака Оріхалку, відомий як «Тисячолітній Майстер», адже він є найвидатнішим майстром зброї у світі, чиї навички випереджають час на тисячоліття. Один із наставників Ріка.
Alicerette Draqul (яп. アリスレート・ドラクル, Arisurēto Dorakuru)
Сейю: Місакі Куно (оригінал), Келлі Гріншилд (англійський дубляж)
Алісеретта – геніальна вампірка-чарівниця, яка у 10 років здобула репутацію наймогутнішого мага. Член Кулака Оріхалку, відома як «Демонічна Дитина Руйнування». Одна з наставників Ріка.

### Інші персонажі
Анджеліка Діармуїт (яп. アンジェリカ・ディルムット, Anjerika Dirumutto)
Сейю: Шіно Шімодзі (оригінал), Маріса Дюран (англійський дубляж)
Лицар другого рангу B-класу та друга за старшинством серед трьох братів і сестер королівської сім'ї Діармуїт. Вона програла дуель Ріку і тепер зобов'язана служити йому. Як і всі Діармуїти, поводиться зарозуміло, але згодом стає відданою союзницею Ріка.
Растер Діармуїт (яп. ラスター・ディルムット, Rasutā Dirumutto)
Сейю: Рьохей Кімура (оригінал), Джошуа Вотерс (англійський дубляж)
Найстарший серед трьох братів і сестер Діармуїт. Лицар рангу A, що виступає екзаменатором гільдії авантюристів. Намагався залицятися до Ріанетти, але зазнав невдачі. Навіть намагався зірвати іспити Ріка.
Фрід Діармуїт (яп. フリード・ディルムット, Furīdo Dirumutto)
Сейю: Шінносуке Токудоме
Наймолодший з трьох братів і сестер Діармуїт, бере участь у випробуваннях гільдії. Вважається вундеркіндом із рівнем C. Його дратує, що Рік перевершує його на всіх попередніх іспитах.
Лінкс Лоролот (яп. リンクス・ローロット, Rinkusu Rōrotto)
Сейю: Рюухо Нагаока
Екзаменатор рангу B у гільдії авантюристів. Швидко потоваришував із Ріком, бо також є «пізнім цвітом».
Келвін Урвулф (яп. ケルヴィン・ウルヴォルフ, Keruvuin Uruvuorufu)
Сейю: Конісі Кацуюкі
Гіс Резарект (яп. ギース・リザレクト, Gīsu Rizarekuto)
Сейю: Юта Сумінага
Снейп Резарект (яп. スネイプ・リザレクト, Suneipu Rizarekuto)
Сейю: Казуя Ічідзьо
Аліса Ґрейнджер (яп. アリサ・グレンジャー, Arisa Granger)
Сейю: Акіра Секіне
Молодша колега Ріка з його часів роботи клерком у гільдії авантюристів.

## Медіа

### Ранобе
Написане Кіраку Кісімою, «The Ossan Newbie Adventurer» розпочав серіалізацію як веб-роман, опублікований на сайті Shōsetsuka ni Narō, перш ніж 1 червня 2018 року перемістився на сайт Kakuyomu. Пізніше його придбало видавництво Hobby Japan, яке 22 грудня 2018 року почало публікувати його як ранобе з ілюстраціями Теа під своїм видавництвом HJ Novels. Станом на січень 2025 року вийшло п'ятнадцять томів.
| №  | Дата виходу    | ISBN                   |
| -- | -------------- | ---------------------- |
| 1  | 22 грудня 2018 | ISBN 978-4-79-861826-5 |
| 2  | 22 червня 2019 | ISBN 978-4-79-861950-7 |
| 3  | 25 жовтня 2019 | ISBN 978-4-79-862028-2 |
| 4  | 22 лютого 2020 | ISBN 978-4-79-862126-5 |
| 5  | 22 червня 2020 | ISBN 978-4-79-862236-1 |
| 6  | 22 жовтня 2020 | ISBN 978-4-79-862327-6 |
| 7  | 19 лютого 2021 | ISBN 978-4-79-862421-1 |
| 8  | 19 червня 2021 | ISBN 978-4-79-862511-9 |
| 9  | 18 грудня 2021 | ISBN 978-4-79-862696-3 |
| 10 | 17 червня 2022 | ISBN 978-4-79-862851-6 |
| 11 | 19 грудня 2022 | ISBN 978-4-79-863028-1 |
| 12 | 19 червня 2023 | ISBN 978-4-79-863213-1 |
| 13 | 19 січня 2024  | ISBN 978-4-79-863390-9 |
| 14 | 19 липня 2024  | ISBN 978-4-79-863590-3 |
| 15 | 18 січня 2025  | ISBN 978-4-79-863730-3 |

## Манґа
Манґа-адаптація, проілюстрована Кеном Оґіно, розпочала серіалізацію на веб-сайті манґи Hobby Japan's Comic Fire 22 листопада 2019 року. Станом на вересень 2024 року її розділи були зібрані в десяти томах танкобонів. Манга ліцензована англійською мовою видавництвом One Peace Books.
| №  | Дата виходу      | ISBN                   |
| -- | ---------------- | ---------------------- |
| 1  | 27 травня 2020   | ISBN 978-4-7986-2213-2 |
| 2  | 27 жовтня 2020   | ISBN 978-4-7986-2330-6 |
| 3  | 1 травня 2021    | ISBN 978-4-7986-2497-6 |
| 4  | 1 листопада 2021 | ISBN 978-4-7986-2645-1 |
| 5  | 30 квітня 2022   | ISBN 978-4-7986-2807-3 |
| 6  | 1 вересня 2022   | ISBN 978-4-7986-2925-4 |
| 7  | 1 квітня 2023    | ISBN 978-4-7986-3070-0 |
| 8  | 29 вересня 2023  | ISBN 978-4-7986-3260-5 |
| 9  | 1 березня 2024   | ISBN 978-4-7986-3422-7 |
| 10 | 2 вересня 2024   | ISBN 978-4-7986-3577-4 |
| 11 | 1 квітня 2025    | ISBN 978-4-7986-3719-8 |

## Аніме
У березні 2023 року було анонсовано аніме-адаптацію. Пізніше стало відомо, що це буде телевізійний серіал, вироблений Yumeta Company та режисером Шін Катаґаї, сценарій написала Касумі Цучіда, дизайн персонажів створила Марі Еґучі, а музику написав Томотака Цумі. Серіал транслювався з 2 липня по 24 вересня 2024 року на телеканалі TV Tokyo та інших мережах. Пісня-відкриття — «Arano ni Sake yo Bōkensha-tachi» (яп. 荒野に咲けよ冒険者たち, досл. «Цвітіть на пустирі, шукачі пригод») у виконанні Акіри Кусіди, а фінальна пісня — «Sagashimono» (яп. さがしもの, Шукаю щось) у виконанні Чіаї Фудзікави. Серіал транслював Crunchyroll. Muse Communication ліцензувала серіал у Південній та Південно-Східній Азії.

### Список серій
| № серії | Назва серії | Режисер(и)      | Режисер(и) анімації | Оригінальна дата показу |
| ------- | --- | --------------- | ------------------- | ----------------------- |
| 1       | «Початок із запізненням на 12 років» Транслітерація: «Jūni-nen Okure no Sutāto» (яп. 12年遅れのスタート)                                                            | Такуші Шікатані | Шін Катагаї         | 2 липня 2024            |
| 2       | «Іспит для підвищення в Е-ранзі № 4242» Транслітерація: «4242-ban no E Ranku Shōkyū Shiken» (яп. 4242番のEランク昇級試験)                                           | Хіромічі Матано | Дайсуке Нішімура    | 9 липня 2024            |
| 3       | «Супер-першокласна еліта проти другосортного Оссана» Транслітерація: «Chō Ichiryū Elite tai F-Ranku no Ossan» (яп. 超一流エリート vs. Fランクのオッサン)            | Асахі Івабучі   | Шін Катагаї         | 16 липня 2024           |
| 4       | «Осан стає шукачем пригод» Транслітерація: «Ossan, Bōkensha ni Naru» (яп. オッサン、冒険者になる)                                                                   | Yumeta Company  | Дайсуке Нішімура    | 23 липня 2024           |
| 5       | «Оссан, зацькований до смерті наймогутнішою групою» Транслітерація: «Ossan, Saikyō Pāti ni Shinu Hodo Kitaerareru» (яп. オッサン、最強パーティに死ぬほど鍛えられる) | Сігеру Кімія    | Сігеру Кімія        | 30 липня 2024           |
| 6       | «Турнір на виліт «Король кулаків»» Транслітерація: «Kobushiō Tōnamento Tōgi Taikai» (яп. 拳王トーナメント闘技大会)                                                  | Мо Като         | Мо Като             | 13 серпня 2024          |
| 7       | «Осан - найшвидший відбірковий турнір в історії» Транслітерація: «Ossan, Rekidai Saisoku no Yosen Toppa» (яп. オッサン、歴代最速の予選突破)                         | Такуші Шікатані | Дайсуке Нішімура    | 20 серпня 2024          |
| 8       | «Ваги серця» Транслітерація: «Kokoro no Naka no Tenbin» (яп. 心のなかの天秤)                                                                                        | Хіромічі Матано | Сігеру Кімія        | 27 серпня 2024          |
| 9       | «Ідеальний вундеркінд, який народився з усім необхідним» Транслітерація: «Subete O Motte Umareta Kanpeki na Tensai» (яп. 全てを持って生まれた完璧な天才)            | Сігеру Кімія    | Дайсуке Нішімура    | 3 вересня 2024          |
| 10      | «Найсильніший борець в історії» Транслітерація: «Shijō Saikyō no Kentōshi» (яп. 史上最強の拳闘士)                                                                   | Буде визначено  | Буде оголошено      | 10 вересня 2024         |
| 11      | «Кулачний бій на рівних» Транслітерація: «Taitōna Naguriai» (яп. 対等な殴り合い)                                                                                    | Буде визначено  | Буде оголошено      | 17 вересня 2024         |
| 12      | «Чверть пальця вгору» Транслітерація: «Kuōtā・Samuzuappu» (яп. クオーター・サムズアップ)                                                                            | Буде визначено  | Буде оголошено      | 24 вересня 2024         |